# Delisting (Börse)
Delisting (englisch delisting, „von einer Liste streichen“; auch englisch going private; seltener auch Börsenabgang oder Börsenrückzug) ist der Anglizismus im Börsenwesen für die Beendigung einer Börsennotierung, die sich auf einzelne Börsenplätze beziehen kann. Gegensatz ist der Börsengang (englisch Listing).

## Allgemeines
Unter einem Delisting wird allgemein die Beendigung der Zulassung von Effekten zum Börsenhandel an einer Wertpapierbörse verstanden. Die einzige börsenrechtliche Möglichkeit, sich von der Börsenzulassung zu verabschieden, bietet das so genannte Delisting.
Einem Delistung muss ein Börsengang vorausgegangen sein. Die Börsengeschäftsführung entscheidet gemäß § 38 Abs. 1 BörsG auf Antrag des Emittenten über die Aufnahme der Notierung zugelassener Wertpapiere im regulierten Markt (Börseneinführung). Der Emittent hat der Geschäftsführung in dem Antrag den Zeitpunkt für die Einführung und die Merkmale der einzuführenden Wertpapiere mitzuteilen. Die Börsenzulassung ist der Markteintritt von Effekten in die Wertpapierbörse. Das Delisting durch die Börsengeschäftsführung ist ein Verwaltungsakt, der börsenrechtlich als „Widerruf der Börsenzulassung“ bezeichnet wird und einen Marktaustritt darstellt.

## Arten
Es gibt zwei verschiedene Arten des Delisting:
- Die Börsengeschäftsführung kann die Zulassung von Wertpapieren zum Handel im regulierten Markt widerrufen, wenn ein ordnungsgemäßer Börsenhandel auf Dauer nicht mehr gewährleistet ist und die Geschäftsführung die Notierung im regulierten Markt eingestellt hat oder der Emittent seine Pflichten aus der Zulassung auch nach einer angemessenen Frist nicht erfüllt (§ 39 Abs. 1 BörsG).
- Stellt dagegen der Emittent den Antrag (§ 39 Abs. 2 BörsG), liegt ein reguläres Delisting vor, wenn dies dem Anlegerschutz nicht widerspricht.[3] Das reguläre Delisting bedurfte dem Bundesgerichtshof (BGH) zufolge der Zustimmung der Hauptversammlung und einem öffentlichen Kaufangebot an die übrigen Aktionäre, weil die Verkehrsfähigkeit der Aktien erheblich beeinträchtigt sei.[4]

Der BGH hat seine „Macrotron“-Rechtsprechung vom November 2004 im Oktober 2013 aufgegeben. Seitdem entscheidet der Vorstand, gegebenenfalls mit Zustimmung des Aufsichtsrates.
Auch der Ausschluss von Pennystocks aus dem Neuen Markt aufgrund erhöhten Insolvenzrisikos (beispielsweise Kabel New Media im Juni 2001) war ein Delisting. Ein Delisting kann auch durch die Zulassungsstelle der jeweiligen Börsenaufsichts- und/oder der Bankenaufsicht veranlasst werden, wenn ein ordnungsgemäßer Handel in dem Wertpapier nicht mehr gewährleistet werden kann (z. B. nach einem Squeeze-out, bei dem alle Aktien in einer Hand zusammengeführt werden).

## Rechtsgrundlagen
Der Bundestag hat am 1. Oktober 2015 das Gesetz zur Umsetzung der geänderten Transparenzrichtlinie beschlossen. Mit diesem Gesetz ist eine Verbesserung des Anlegerschutzes, beim Widerruf der Zulassung eines Wertpapiers zum Handel am regulierten Markt (Delisting/Downlisting) beabsichtigt. Der Börsenrückzug bedeute für den Aktionär den Verlust der Handelbarkeit der Aktien im regulierten Markt. Nach Ankündigung des Delisting habe der Aktionär zwar noch die Möglichkeit, die Aktie zu verkaufen, allerdings könne es bereits unmittelbar nach Ankündigung zu erheblichen Kursverlusten kommen. Deshalb solle es eine Abfindung für die betroffenen Aktionäre geben, so wie es in der früheren Macrotron-Rechtsprechung des BGH gewesen sei. Das Börsengesetz (§ 39 Abs. 2 BörsG) schreibt vor, dass der Widerruf der Zulassung (Delisting) nicht dem Anlegerschutz widersprechen darf. Voraussetzung für ein Delisting ist ein Angebot zum Erwerb aller Wertpapiere nach den Vorschriften des Wertpapiererwerbs- und Übernahmegesetzes. Die Gegenleistung bzw. Abfindungszahlung muss im Regelfall mindestens dem gewichteten durchschnittlichen inländischen Börsenkurs während der letzten sechs Monate entsprechen. In bestimmten Ausnahmefällen ist eine Unternehmensbewertung erforderlich. Die Regelungen nach § 39 Abs. 2 Satz 3 BörsG finden auch auf laufende Delisting-Verfahren Anwendung, die nach dem Tag der öffentlichen Anhörung vor dem Finanzausschuss des Deutschen Bundestages am 7. September 2015 eingeleitet worden sind.
Der Rückzug vom regulierten Markt berührt nach Auffassung des Bundesverfassungsgerichts (BVerfG) das Grundrecht auf Eigentum aus Art. 14 GG nicht und führt deshalb nicht zu Abfindungsansprüchen. Das BVerfG geht davon aus, dass die durch die Aktie vermittelte Kapitalbeteiligung an der Gesellschaft lediglich in ihrer Substanz, nicht aber deren Kurswert, grundrechtlich geschützt sei. Da ein Rückzug von der Börse die Beteiligung als solche nicht verändere, sei die Eigentumsgarantie nicht berührt. Gleichwohl hielt das BVerfG die „Macrotron“-Rechtsprechung des BGH für eine zulässige, wenn auch nicht zwingende richterliche Rechtsfortbildung. Daraufhin gab der BGH im Oktober 2013 mit seiner Entscheidung in Sachen Frosta seine Macrotron-Rechtsprechung vollständig auf. Ein Hauptversammlungsbeschluss und ein Abfindungsangebot sind danach gesellschaftsrechtlich nicht (mehr) erforderlich. Ausreichend sei die Regelung in § 39 Abs. 2 BörsG in der bis dahin geltenden Fassung. Über das Delisting oder Downlisting entscheidet nach der geänderten Rechtsprechung nunmehr der Vorstand, ggf. mit Zustimmung des Aufsichtsrates. Allerdings kann der Vorstand freiwillig die Hauptversammlung befragen.

## Beispiele
- 30. November 2014: Magix AG, ISIN: DE0007220782, 23. Juni 2015: Umbenennung in MAGIX GmbH & Co. KGaA, seit April 2016 Bellevue Investments GmbH & Co. KGaA[10].
- 30. September 2015: IMW Immobilien SE, ISIN: DE000A0BVWY6[11].
- 6. April 2020: Axel Springer SE, ISIN: DE0005501357[12].

## International
In Frankreich ist ein Delisting auf das Squeeze-out bei einer Stimmenmehrheit von mindestens 95 % in der Hauptversammlung begrenzt, bei welcher der Streubesitz von maximal 5 % ein Andienungsrecht hat.
Das englische Recht sieht für das reguläre Delisting keine besonderen Austrittsrechte vor, sondern belässt es mit der frühzeitigen Information der Aktionäre und dem Sell-out-Recht aus sec. 983 ff. Companies Act 2006.
In den USA gibt es den unfreiwilligen Rückzug von der Börse (englisch regulatory delisting), den freiwilligen Rückzug und der Deregistrierung durch die SEC insbesondere beim Going Private mit der Abmeldung der Publizitätspflichten (englisch going dark). Die Zustimmung der Hauptversammlung wird hier nicht vorausgesetzt.

## Sonstiges
Downlisting oder Downgrading bezeichnet den Wechsel in ein Börsensegment mit niedrigeren Anforderungen, etwa vom regulierten Markt in den Freiverkehr. Uplisting oder Cold listing betreffen den Wechsel des Handelsplatzes.
Werden andere Finanzinstrumente vom Markt genommen, etwa die Währung Deutsche Mark durch den Euro im Devisenmarkt, wird ebenfalls von Delisting gesprochen. Auch die Herausnahme eines Produkts aus dem Sortiment im Handel ist ein Delisting.